# Give Me the Future (single)
Give Me the Future is een single van de Britse band Bastille. Het nummer verscheen in juli 2021 als tweede single van het gelijknamige album Give Me the Future.

## Muziekvideo
Een muziekvideo werd uitgebracht op 4 augustus 2021. Deze duurt drie minuten en veertig seconden.